# Логара
Национален парк Логара (на албански: Parku Kombëtar i Llogarasë/Llogorasë) е защитена територия намираща се в югозападната част на Албания, в района на Вльора, област Вльора, на 40 km южно от град Вльора.
Националният парк е един от първите четири национални парка на Албания, създадени на 21 ноември 1966 г. (с Дайти, долината на Валбона и Дренова)  Паркът има площ от 10,1 кв. км. Територията му обхваща гората северно от едноименния проход Логара на височина от 470 до 2018 m над морското равнище в района Канали/Канари.
Постоянният въздушен поток (вятър) през прохода води до причудливи форми на дърветата, немалка част от които са свити под неестествен ъгъл, като например „бор на флаг“ (на албански: Pisha e Flamurit). По пътя към прохода има няколко места на настаняване на туристи. Паркът е популярно място за туризъм. Всяка година южно от прохода се провежда международно състезание по парапланеризъм. 
Логара е с разнообразна и предимно средиземноморска растителност, но се срещат и алпийски и субалпийски ливади с черен бор, черна мура, българска ела, дъб, ясен. Редките и застрашени видове включват обикновен тис и рожков.  Има и папрати.
Фауната е представена предимно от пеперуди.
Исторически, в ново време, Логара е мястото където се решава албанската независимост. На 24 ноември 1912 г. група местни спират напредването на гръцките андарти на Спирос Спиромилиос, които вече са превзели Химара. Това позволява, в средновековната престолнина на Валонското княжество на 28 ноември, т.е. 4 дни след сражението, с декларация от Вльора да бъде прогласена албанската независимост от Османската империя.
В най-ново време, на 22 ноември 1989 г. в Логара, по пътя от Химара за Вуно автобус превозващ студенти от университета в Тирана излиза от пътя и се обръща в пропастта. В хода на спасителната операция се разбива и хеликоптер. Загиват 23-ма души, предимно млади хора – студенти. Трагедията е широко отразена от масмедиите в чужбина и на фона на сриналата се на 9 ноември 1989 г. берлинска стена и води до политически промени и установяването на многопартиен режим в страната. 